# Ирина Гатилузио
Ирина Гатилузио (умрла 1. јуна 1440. године, као монахиња Евгенија) је била византијска царица 1390. године, супруга цара Јована VII Палеолога. Била је ћерка Франческа II од Лезбоса (унука по мајци цара Андроника III Палеолога) и Валентине Дорије.

## Брак
Ирина се, пре августа 1397. године, удала за свог рођака, цара - савладара Јована VII Палеолога. Ирина и Јован имали су заједничког прадеду, цара Андроника III Палеолога. Цар Јован VII је свргнуо свог деду по оцу, цара Јована V Палеолога, 1390. године. Владао је од 14. априла до 17. септембра 1390. године, када га је са власти збацио његов деда, цар Јован V Палеолог. Јован VII је задржао титулу цара - савладара и управника Селимврије због интервенције турског султана Бајазита I (1389-1402). Цар Јован V је умро 1391. године, а наследио га је син цар Манојло II Палеолог, стриц цара - савладара Јована VII. У време Манојловог путовања у Западну Европу (1399-1402. године), тражећи савезнике које би искористио против султана Бајазита I који је опседао Цариград.  Цар - савладар Јован VII је већ био ожењен Ирином. Тачна година склапања брака није позната. За време његовог одсуства, цар Манојло II је поверио цару - савладару Јовану VII управу над градом. Након Ангорске битке, царица Ирина и њен муж цар - савладар Јован VII протерани су из Цариграда под сумњом да су учествовали у завери против цара Манојла II. Склонили су се у Солун. Цар Јован VII је умро 22. септембра 1408. године. Царица Ирина га је надживела и склонила се на острво Лемнос. Постала је монахиња Евгенија. Хроника Георгија Сфранцеса бележи датум Иринине смрти (1. јун 1440, године), и њене сахране у цркви Христа Пантократора. Царица Ирина Гатилузио и цар Јован VII Палеолог су имали једног сина, цара Андроника V, који је био очев савладар у Солуну.